# Tomahawk (machado)

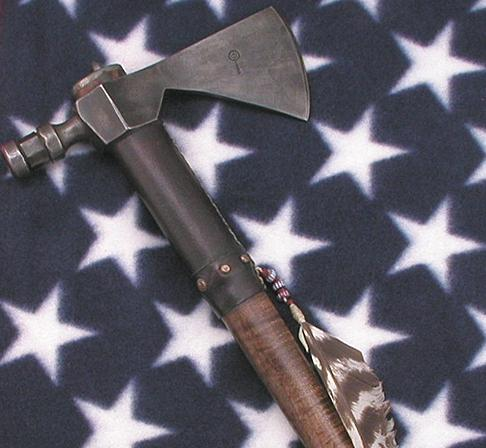
Um pipe tomahawk

O tomahawk (literalmente "machadinha") é um tipo de machado de pequena dimensão, para uso com apenas uma das mãos, usado sobretudo pelos ameríndios algonquinos da América do Norte, tanto como ferramenta, quanto como arma.

## Visão geral

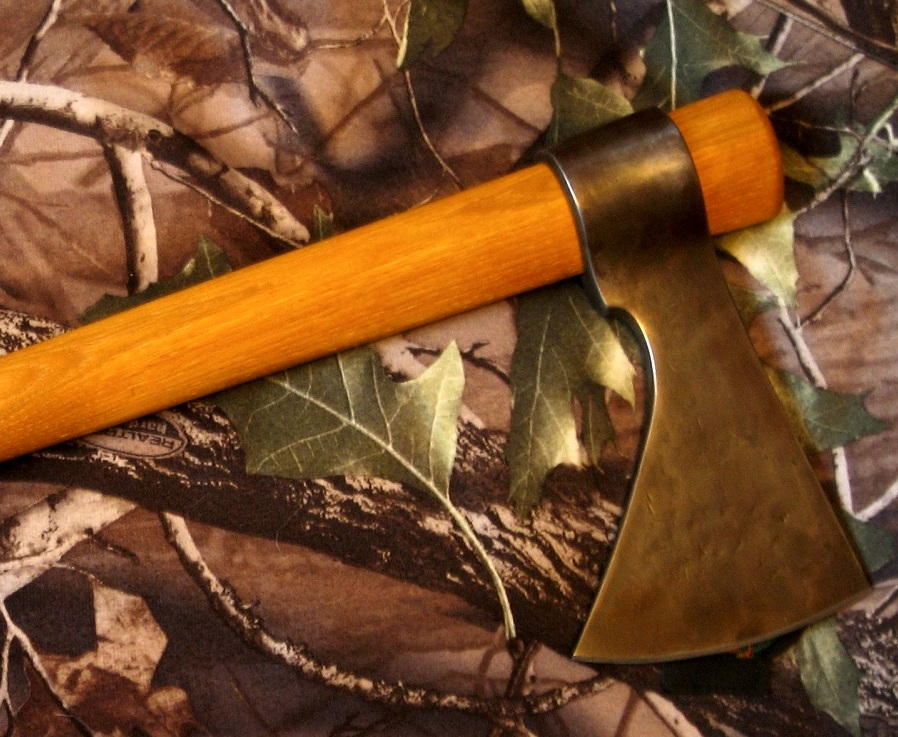
Versão moderna de um tomahawk americano

O tomahawk tradicionalmente tem o formato de "machadinha" com um cabo reto. O termo entrou na língua inglesa no século XVII como uma adaptação da palavra "Powhatan" (dos algonquinos da Virgínia).
Os tomahawks eram ferramentas de uso geral usadas pelos nativos americanos e, mais tarde, pelos colonos europeus com quem negociavam, e muitas vezes empregadas como arma corpo a corpo. As "cabeças" de machadinha de metal foram originalmente baseadas em um machado de embarque da Marinha Real e usadas como um item comercial com os nativos americanos para comida e outras provisões.

## Etimologia

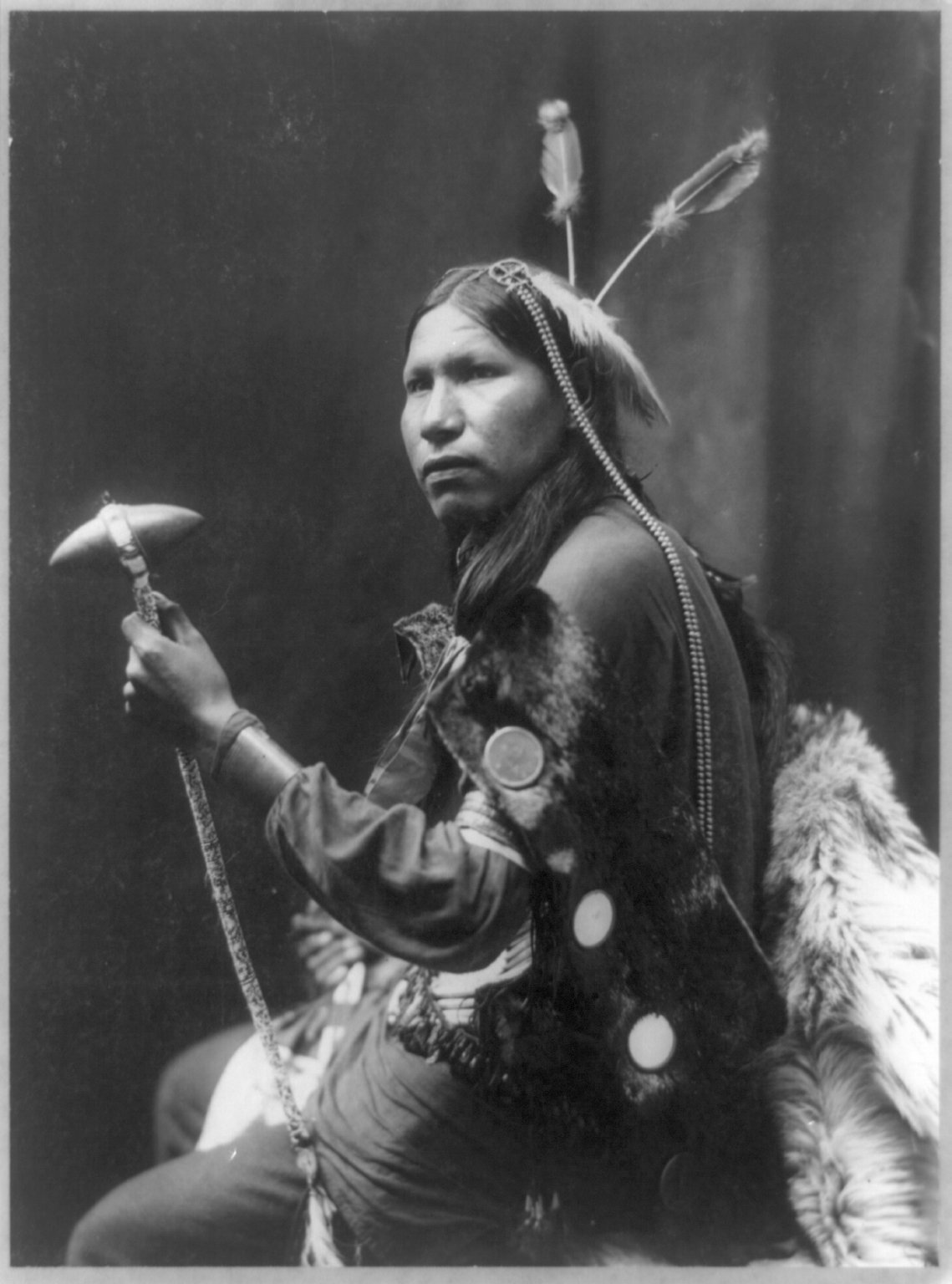
Ameríndio posa para esta fotografia com um tomahawk

O termo tomahawk vem da palavra "tamahaac" da língua powhatan, derivado da raiz proto-algonquiana "temah" - "cortar com ferramenta". Os cognatos algonquianos incluem as palavras: "təmahikan" dos Lenape,"tomhikon" dos Malecite-Passamaquoddy e "demahigan" dos Abenaki, todos significando "machado".

## Histórico

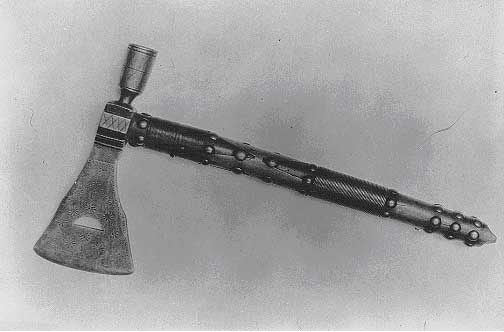
Tomahawk do inicio do século XIX

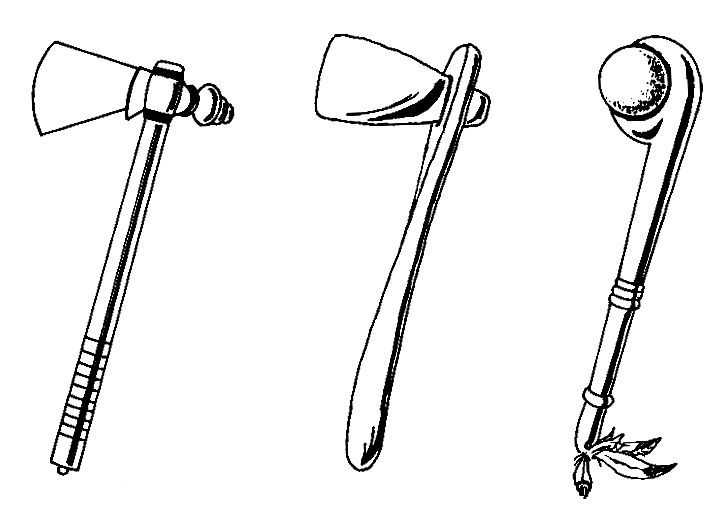
Tomahawks de variados estilos

Os Algonquianos no início da América criaram o machado. Antes de os europeus chegarem ao continente, os nativos americanos usavam pedras presas a cabos de madeira, presas com tiras de couro cru. O tomahawk se espalhou rapidamente da cultura Algonquiana para as tribos do Sul e das Grandes Planícies.
Quando os europeus chegaram, eles apresentaram a lâmina de metal aos nativos, o que melhorou a eficácia da ferramenta. O metal não se quebra tão facilmente quanto a pedra e pode ser moldado para usos adicionais. Os nativos americanos criaram o que conhecemos como "machadinha", usando o lado oposto à lâmina, que consistia em um martelo, uma ponteira ou um pequeno tubo. Eles ficaram conhecidos como "pipe tomahawks", Assemelhados a um cachimbo, com um pequeno tubo em uma das pontas de um cabo oco. Estes foram criados por artesãos europeus e americanos para o comércio e presentes diplomáticos para as tribos.